# Moebius
Moebius (tiếng Hàn: 뫼비우스) là một phim tâm lý Hàn Quốc được viết kịch bản và đạo diễn bởi Kim Ki-duk. Bộ phim được lựa chọn trình chiếu tại Liên hoan phim quốc tế Venice lần thứ 70. Ban đầu bộ phim bị cấm tại Hàn Quốc, nhưng Hội đồng xếp hạng truyền thông Hàn Quốc đã đánh giá lại và thay đổi xếp hạng của bộ phim.

## Diễn viên
- Jo Jae-hyun
- Seo Young Joo
- Lee Eun-woo